# حسنعلی بیگ
حسنعلی بیگ، پسر جهانشاه. یکی از پادشاهان سلسله قراقویونلوها بود. وی به مدت یک سال بر بخش‌هایی از شمال‌غربی ایران حکومت کرد.
حسنعلی به دلیل شورش علیه پدرش به مدت ۲۵ سال در قلعه ماکو زندانی بود. وی مشکل عقلی داشت و پس از رسیدن به سلطنت، بسیاری از بزرگان کشور را کشت. او برای ابوسعید گورکان پیشنهاد اتحاد علیه آق قویونلوها را فرستاد‌و از اوزون حسن و پسرش خلیل بیگ شکست خورد و نهایتا به دست محمد بیگ پسر دیگر اوزون حسن کشته شد.